# Michael Green (hockey sur glace, 1985)
Pour les articles homonymes, voir Michael Green et Mike Green.
Michael Green, dit Mike Green, (né le 12 octobre 1985 à Calgary en Alberta, Canada) est un joueur professionnel canadien de hockey sur glace. Il évolue au poste de défenseur des Red Wings de Détroit dans la Ligue nationale de hockey.

## Carrière

### Carrière en club
Mike Green a fait son junior dans la Ligue de hockey de l'Ouest alors qu'il s'alignait avec les Blades de Saskatoon. Il participe avec l'équipe LHOu au Défi ADT Canada-Russie en 2003. Le défenseur natif de Calgary fut un des choix de premier tour des Capitals de Washington (29e au total) lors du repêchage de 2004. L'attaquant Aleksandr Ovetchkine et le défenseur Jeff Schultz avait été choisi avant lui par les Capitals.
En 2005, Green rejoint les Bears de Hershey de la Ligue américaine de hockey, club-école des Capitals de Washington. Il jouera aussi quelques parties dans la LNH. En 2006-2007, Mike Green passera la majorité de la saison avec les Capitals de Washington mais fera encore la navette à Hershey où il finit entre autres la saison.
La saison 2007-2008 sera une année cruciale pour Green alors qu'il devient le quart-arrière de la défensive de Washington dans la LNH. Sa saison de 56 points lui vaut une invitation avec l'Équipe du Canada pour le Championnat du monde de hockey.
Le 14 février 2009, Green établit un nouveau record avec son 8e match consécutif avec au moins un but pour un défenseur, battant le précédent record de sept, dans une victoire de son équipe 5-1 face au Lightning de Tampa Bay.
Le 1er juillet 2015, il signe un contrat de trois ans en tant qu'agent libre avec les Red Wings de Détroit pour un montant de 18 millions de dollars.
Le 24 février 2020, il est échangé aux Oilers d'Edmonton en retour de Kyle Brodziak et d'un choix conditionnel de 4e tour en 2020.

### Carrière internationale
Il représente l'Équipe du Canada de hockey sur glace.

## Statistiques

### Statistiques en club
| Saison     | Équipe                 | Ligue      |     | Saison régulière | Saison régulière | Saison régulière | Saison régulière | Saison régulière |    | Séries éliminatoires | Séries éliminatoires | Séries éliminatoires | Séries éliminatoires | Séries éliminatoires |
| Saison     | Équipe                 | Ligue      | PJ  | B                | A                | Pts              | Pun              | PJ               | B  | A                    | Pts                  | Pun                  |                      |                      |
| 2000-2001  | Blades de Saskatoon    | LHOu       | 7   | 0                | 2                | 2                | 0                | -                | -  | -                    | -                    | -                    |                      |                      |
| 2001-2002  | Blades de Saskatoon    | LHOu       | 62  | 3                | 20               | 23               | 57               | 7                | 0  | 1                    | 1                    | 2                    |                      |                      |
| 2002-2003  | Blades de Saskatoon    | LHOu       | 72  | 6                | 36               | 42               | 70               | 6                | 0  | 2                    | 2                    | 6                    |                      |                      |
| 2003-2004  | Blades de Saskatoon    | LHOu       | 59  | 14               | 25               | 39               | 92               | -                | -  | -                    | -                    | -                    |                      |                      |
| 2004-2005  | Blades de Saskatoon    | LHOu       | 67  | 14               | 52               | 66               | 105              | 4                | 0  | 0                    | 0                    | 6                    |                      |                      |
| 2005-2006  | Bears de Hershey       | LAH        | 56  | 9                | 34               | 43               | 79               | 21               | 3  | 15                   | 18                   | 30                   |                      |                      |
| 2005-2006  | Capitals de Washington | LNH        | 22  | 1                | 2                | 3                | 18               | -                | -  | -                    | -                    | -                    |                      |                      |
| 2006-2007  | Capitals de Washington | LNH        | 70  | 2                | 10               | 12               | 36               | -                | -  | -                    | -                    | -                    |                      |                      |
| 2006-2007  | Bears de Hershey       | LAH        | 12  | 3                | 5                | 8                | 26               | 19               | 7  | 9                    | 16                   | 38                   |                      |                      |
| 2007-2008  | Capitals de Washington | LNH        | 82  | 18               | 38               | 56               | 62               | 7                | 3  | 4                    | 7                    | 15                   |                      |                      |
| 2008-2009  | Capitals de Washington | LNH        | 68  | 31               | 42               | 73               | 68               | 14               | 1  | 8                    | 9                    | 12                   |                      |                      |
| 2009-2010  | Capitals de Washington | LNH        | 75  | 19               | 57               | 76               | 54               | 7                | 0  | 3                    | 3                    | 12                   |                      |                      |
| 2010-2011  | Capitals de Washington | LNH        | 49  | 8                | 16               | 24               | 48               | 8                | 1  | 5                    | 6                    | 8                    |                      |                      |
| 2011-2012  | Capitals de Washington | LNH        | 32  | 3                | 4                | 7                | 12               | 14               | 2  | 2                    | 4                    | 10                   |                      |                      |
| 2012-2013  | Capitals de Washington | LNH        | 35  | 12               | 14               | 26               | 20               | 7                | 2  | 2                    | 4                    | 4                    |                      |                      |
| 2013-2014  | Capitals de Washington | LNH        | 70  | 9                | 29               | 38               | 64               | -                | -  | -                    | -                    | -                    |                      |                      |
| 2014-2015  | Capitals de Washington | LNH        | 72  | 10               | 35               | 45               | 34               | 14               | 0  | 2                    | 2                    | 14                   |                      |                      |
| 2015-2016  | Red Wings de Détroit   | LNH        | 74  | 7                | 28               | 35               | 38               | 5                | 1  | 1                    | 2                    | 10                   |                      |                      |
| 2016-2017  | Red Wings de Détroit   | LNH        | 72  | 14               | 22               | 36               | 40               | -                | -  | -                    | -                    | -                    |                      |                      |
| 2017-2018  | Red Wings de Détroit   | LNH        | 66  | 8                | 25               | 33               | 38               | -                | -  | -                    | -                    | -                    |                      |                      |
| 2018-2019  | Red Wings de Détroit   | LNH        | 43  | 5                | 21               | 26               | 28               | -                | -  | -                    | -                    | -                    |                      |                      |
| 2019-2020  | Red Wings de Détroit   | LNH        | 48  | 3                | 8                | 11               | 32               | -                | -  | -                    | -                    | -                    |                      |                      |
| 2019-2020  | Oilers d'Edmonton      | LNH        | 2   | 0                | 0                | 0                | 0                | -                | -  | -                    | -                    | -                    |                      |                      |
| Totaux LNH | Totaux LNH             | Totaux LNH | 880 | 150              | 351              | 501              | 592              | 76               | 10 | 27                   | 37                   | 85                   |                      |                      |